# Stipa lepida
Stipa lepida är en gräsart som beskrevs av Albert Spear Hitchcock. Stipa lepida ingår i släktet fjädergrässläktet, och familjen gräs. Inga underarter finns listade i Catalogue of Life.

## Bildgalleri

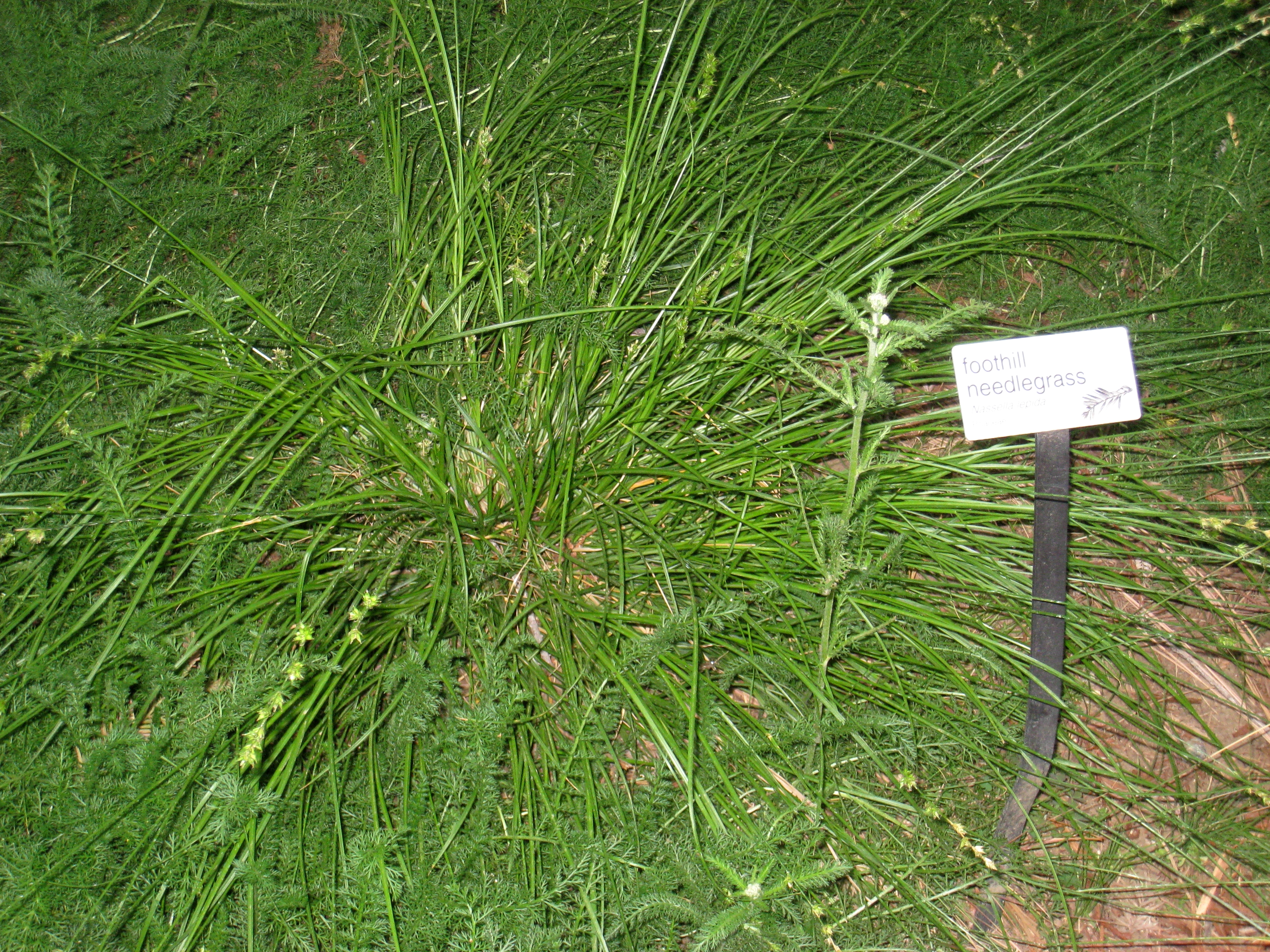